# Бэнкс, Рассел
Рассел Бэнкс (англ. Russell Banks; 28 марта 1940[…], Ньютон, Массачусетс — 7 января 2023[…], Саратога-Спрингс, Нью-Йорк) — американский писатель.

## Биография
Родился в семье сантехника и домохозяйки. По его более поздним воспоминаниям, жили бедно. С 12-летнего возраста мать воспитывала его одна — отец их бросил.
В 1958 году, выиграв стипендию, поступил в Колгейтский университет, но вскоре бросил учёбу и решил уехать на Кубу, чтобы присоединиться к повстанческой армии Фиделя Кастро. В итоге осел во Флориде, в Майами, где стал работать продавцом. Там женился на одной из коллег — Дарлин Беннет (Darlene Bennett), однако вскоре после рождения дочери супруги развелись.
В 1964 году переехал в Северную Каролину. Там женился на Мэри Ганст (Mary Gunst). Спонсируемый её родителями, поступил в университет.
Развёлся с Мэри Ганст в 1978 году после 14 лет совместной жизни (у них было 3 дочери). С 1982 по 1988 год был женат на Кэти Уолтон (Kathy Walton) — редакторе издательства Харпер энд Роу (Harper & Row). В 1989 году женился на поэтессе Чейз Твичелл (Chase Twichell).
Первые произведения (стихи и рассказы) написаны в начале 1960-х годов. По его роману «Славное будущее» (The Sweet Hereafter) снят одноименный канадский фильм, который был удостоен гран-при на Каннском кинофестивале 1997 года и номинировался на «Оскар» за лучшую режиссуру и адаптированный сценарий. В нём писатель сыграл роль доктора Робсона.
Умер от рака 7 января 2023 года.

## Творчество
Романы
- Family Life (1975)
- Hamilton Stark (1978)
- The Book of Jamaica (1980)
- The Relation of My Imprisonment (1983)
- Continental Drift (1985)
- Affliction (1989)
- The Sweet Hereafter (1991)
- Rule of the Bone (1995)
- Cloudsplitter (1998)
- The Darling (2004)
- The Reserve (2008)
- Lost Memory of Skin (2011).

Сборники рассказов
- Searching for Survivors (1975)
- The New World (1978)
- Trailerpark (1981)
- Success Stories (1986)
- The Angel on the Roof (2000)
- A Permanent Member of the Family (2013)

Сборники стихов
- Waiting To Freeze (1969)
- Snow (1974)

## Награды
- John Dos Passos Prize (1985) — премия Джона Дос Пассоса
- член Американской академии наук и искусства (American Academy of Arts and Sciences) (1996)
- Thornton Wilder Prize (2008) — премия Торнтона Уайлдера.